# Portugal no Coração (canção)
Portugal no Coração foi a canção portuguesa no Festival Eurovisão da Canção 1977 que foi cantada em português pela banda Os Amigos.
A canção tem letra de Ary dos Santos e música de Fernando Tordo. A orquestração ficou a cargo de José Calvário.
[carece de fontes?].
A canção portuguesa foi a oitava a ser interpretada na noite do evento, a seguir à canção luxemburguesa "Frère Jacques", de Anne-Marie Besse, e antes da canção britânica "Rock Bottom", interpretada por Lindsey de Paul e Mike Moran. No final da votação, a canção portuguesa recebeu apenas 18 pontos e um modesto 14.º lugar.